# Přestup drsný

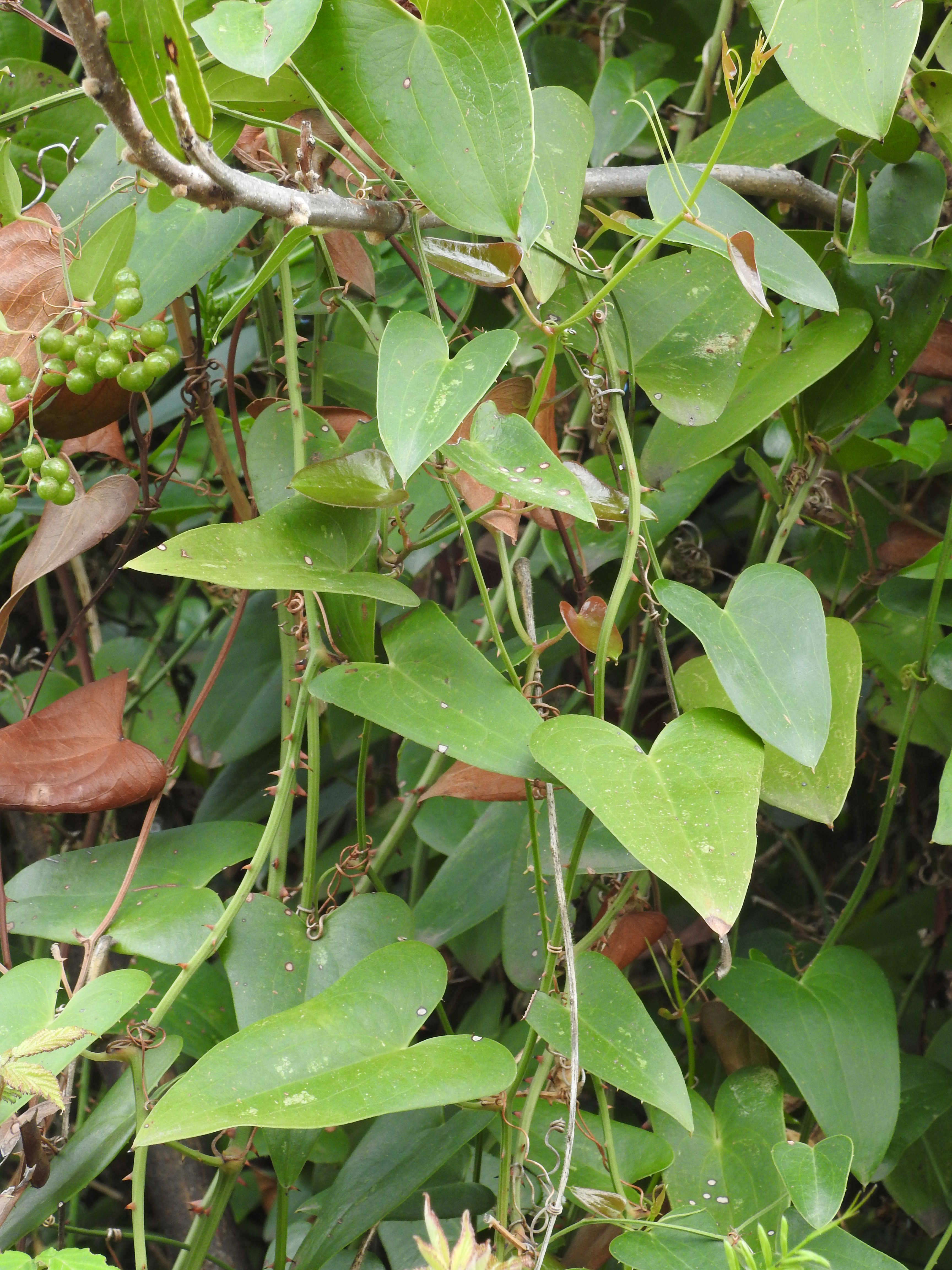
Ostnité lodyhy

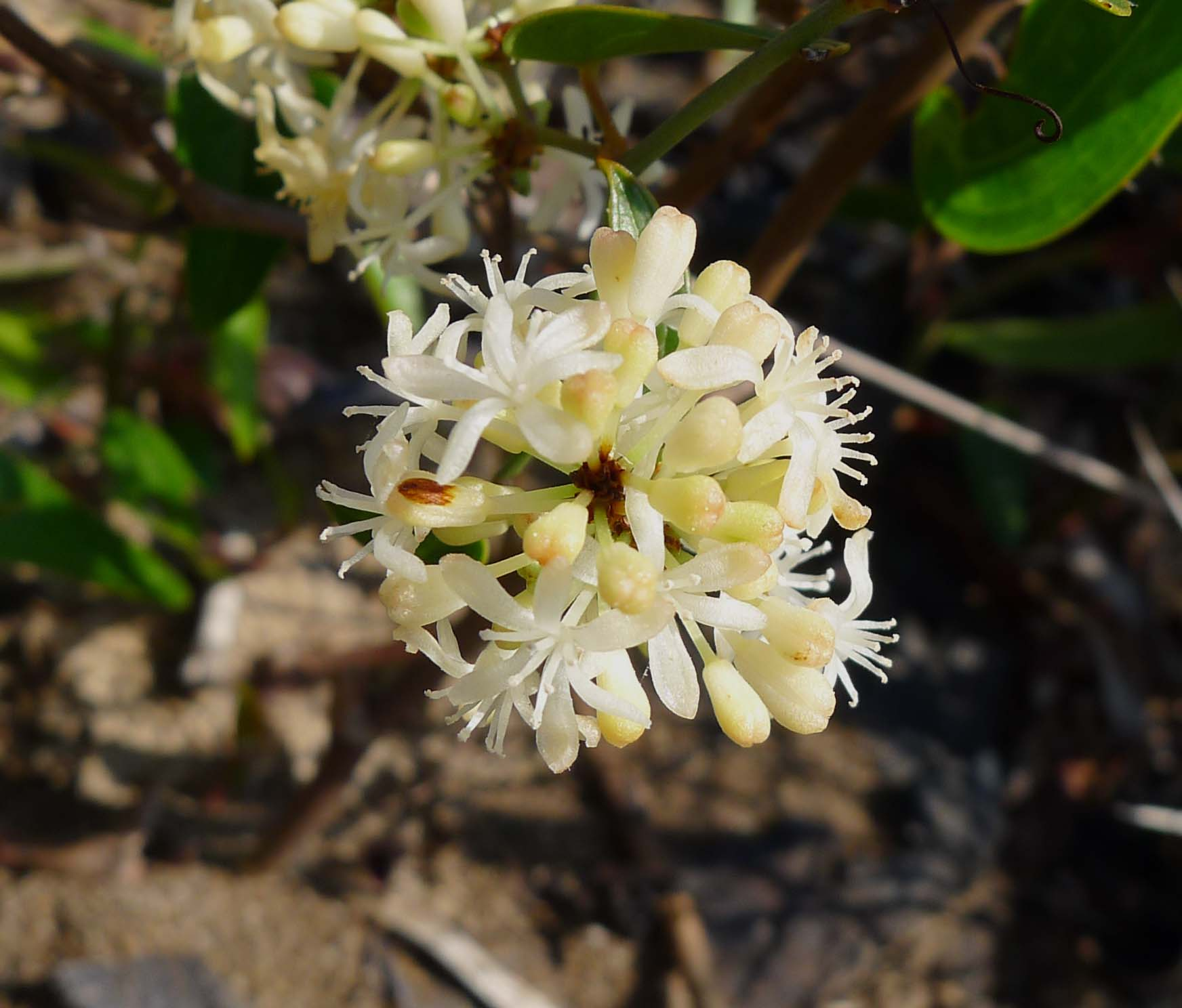
Květenství

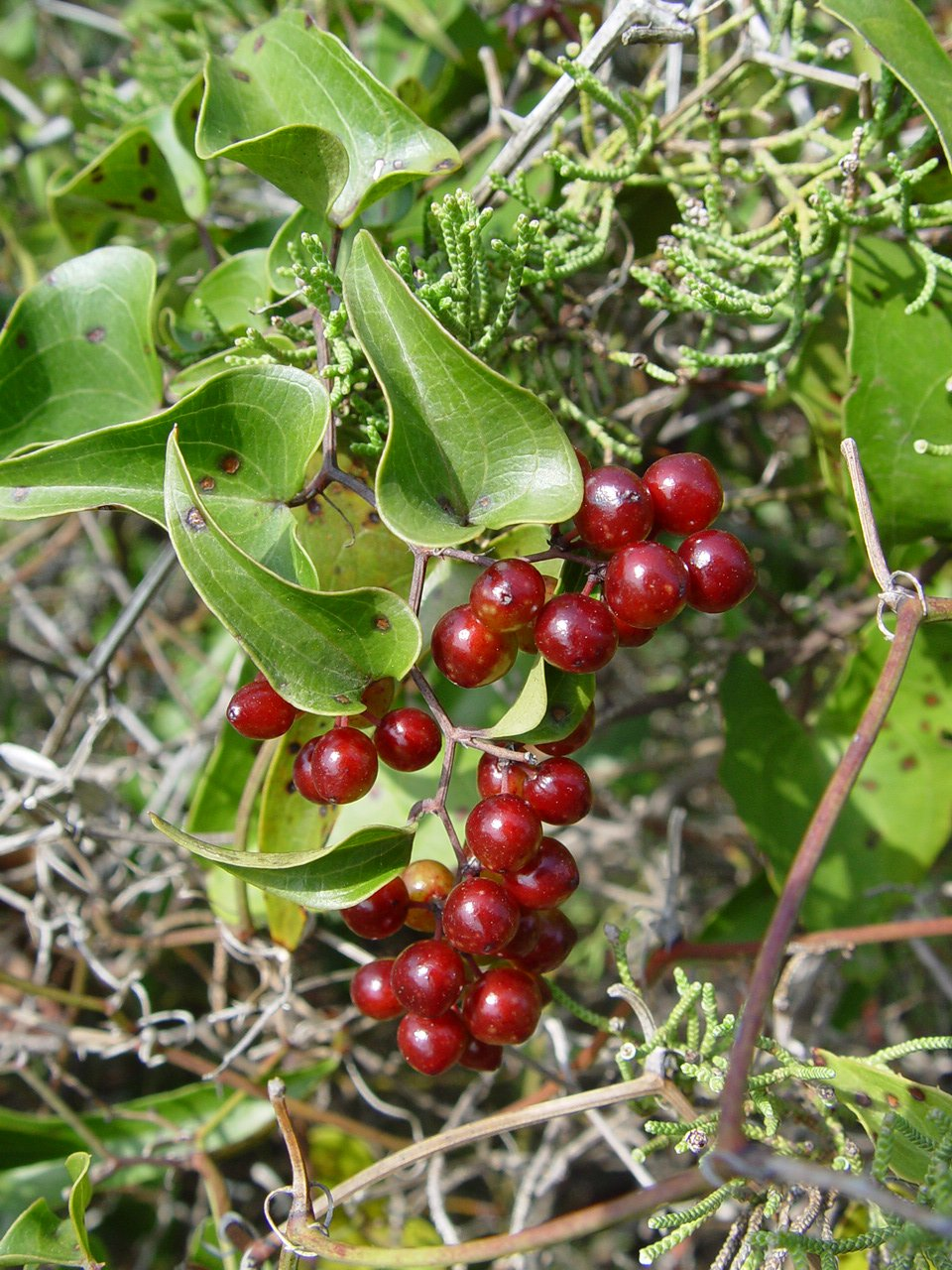
Plodenství a listy

Přestup drsný (Smilax aspera) je stálezelený popínavý keř s ostnitými větvemi dlouhými až deset metrů. Tato dvoudomá dřevina je jedním z téměř tří stovek druhů rodu přestup. V teplých oblastech mírného pásu i subtropického a tropického pásu je někdy je pěstován pro své tmavě červené bobule jako okrasná rostlina. V místech jeho neomezovaného růstu vznikají neprostupné porosty.
Dřevina je v Evropě rozšířena ve Středomoří, v Asii v oblastech Číny, indického subkontinentu a Indočíny. Roste také téměř v celé Africe, vyjma její západní a jižní části. Ve střední Evropě se volně v přírodě nevyskytuje, pěstuje se však jako opadavá dřevina v zahradách v teplém přímoří na jihu Velké Británie.

## Ekologie
Je rostlinou teplomilnou, nejlépe roste v propustné půdě, která může být i hojně kamenitá, ale dlouhodobě bývá vlhká. Prospívá jak na plném slunci, tak i v polostínu. Roste na mýtinách jehličnatých lesů nebo v řídkých listnatých lesích, kde se obvykle po stromech pne vzhůru za světlem, dále na místech poblíž řek a močálů porostlých vlhkomilnými dřevinami, u opuštěných zdí, zbytcích staveb a konstrukcí, často prorůstá keři a nízkými dřevinami které splétá dohromady. Podpory se přidržuje úponky, ostny i ovíjením zprvu měkkými lodyhami, které se většinou otáčejí po směru hodinových ručiček. Není-li v blízkosti vhodná opora rostou dlouhé lodyhy poléhavě a na příhodných místech mohou i zakořenit, přestup drsný tak vytváří neprůchodné ostnaté houštiny.
Může růst na místech, kde zimní teplota neklesne pod -10 °C, jinak vymrzá. Vyskytuje se do nadmořské výšky asi do 2500 m n. m. Vykvétá od srpna do října. Ploidie druhu je 2n = 32.

## Popis
Keřovitá stálezelená šplhavá dvoudomá liána s od spodu dřevnatějícími lodyhami dlouhými i přes 10 metrů, které vyrůstají z krátkého tlustého oddenku. Lodyhy jsou hranaté, při hledání opory rostou poněkud klikatě a jsou nepravidelně porostlé tuhými, nestejně velkými, nazpět zahnutými háčkovitými ostny 3 až 5 mm dlouhými. Podpory se přichycují z pod listů vyrůstajícími úponky i trny a nepravidelně se okolo ní ovíjejí. Lodyhy jsou porostlé střídavě řapíkatými, tuhými, slabě kožovitými listy dlouhými 6 až 15 cm a širokými 5 až 10 cm. Čepele listů mívají proměnlivý tvar, většinou bývají vejčité, střelovité, kopinaté nebo ledvinovité, na bázi uťaté nebo srdčité, na vrcholu jsou zašpičatělé, po okrajích a na žilkách jim vyrůstají osténky dlouhé 1 až 3 mm. Čepele jsou lesklé a bývají celé zelené nebo na líci se světlejšími skvrnami, jejich žilnatina je tvořena pěti až devíti souběžnými žilkami. Na bázi 2 cm dlouhého listového řapíku obvykle vyrůstají dva příchytné úponky dlouhé i 10 cm centimetrů.
Květy jsou drobné, nenápadné, žlutavě zelené, sladce vonné, jednopohlavné, pravidelné, na rostlině jsou pouze samčí nebo jen samičí. Rostou po pěti až sedmi v hroznovitých svazečcích nebo okolících, které vytvářejí 3 až 10 cm dlouhé laty. Tato květenství vyrůstají z úžlabí listů nebo na koncích větviček a mohou být tvořená pěti až třiceti květy. Květy s drobnými listeny jsou na stopkách dlouhých 1 cm, jejich šest volných, úzkých, podlouhlých až eliptických, bělavých nebo nazelenalých či nažloutlých okvětních lístků bývá velkých 4 x 1 mm. Někdy jsou okvětní lístky popisovány jako tři kališní a tři korunní lístky. Samčí květy jsou o málo větší a obsahují šest tyčinek, na bázi srostlých s okvětními lístky, nesoucí žlutozelené prašníky s jedním prašným váčkem. Samičí květy mají obvykle šest patyčinek, horní vejčitý semeník se třemi pouzdry obsahující po jednom až dvou vajíčkách v každém a kratičkou čnělku se třemi bliznami. Květy vonící po medu jsou opylovány hmyzem, hlavně včelami.
Plod je lesklá kulovitá bobule velká 5 až 10 mm, zpočátku je dužnatá červená, později plod na stopce černá a postupně vysychá. Obsahuje jedno až tři tmavá drobná semena. Pro lidi jsou plody nechutné.

## Rozmnožování
Přirozeně se na větší vzdálenosti rozmnožuje semeny, která většinou klíčí až po dlouhodobé stratifikaci, někdy až za dva roky. Mimo semen lze rostliny rozmnožovat i vegetativně polovyzrálými výhonky. Vegetativní množení je výhodnější, můžeme při něm rozhodnout zda nová rostlina bude plodit, jestli bude mít samčí či samičí květy. Výhony sázíme v červenci do půdy, kterou udržujeme v teple a stále mírně vlhkou.

## Význam
Rostlina se využívá v některých oblastech svého výskytu v tradiční medicíně, hlavně její kořen, kterému jsou přisuzované močopudné, potopudné, tělo čistící, povzbuzující a porod urychlující vlastnosti. Šťáva ze zralých plodů se užívá proti svrabu, lupence a jiných kožním nemocem. Mladé výhonky, včetně úponků, se syrové nebo vařené používají jako zelenina, nahrazují chřest. Ze zralých úponků se získá červené barvivo na tkaniny. Bobule obsahují hojně rutinu.
Plody poskytují potravu různým druhům plodožravých ptáků, kteří následně rozšiřují semena, ta procházejí jejich trávicím traktem bez poškození a jsou schopná vyklíčit. Přestup drsný se někdy vysazuje jako ozdobná dřevina do větších zahrad, kde poutá pozornost lesklými listy více než květy a později hlavně svými plody. Používá se také jako účinný plot ohrazující pole před zvěří.